# Brian Easton
Brian Neil Easton (Glasgow, 1988. március 5. –) skót labdarúgóhátvéd.

## Pályafutása

### Hamilton Academical
Easton 2006-ban kapott profi szerződést a Hamilton Academicaltól. Jó teljesítménye elismeréseként ezt a kontraktust 2008 márciusában három évvel meghosszabbították. A 2007/08-as szezonban csapatával feljutott a skót élvonalba. 2009. május 16-án, a Motherwell ellen lejátszotta 100. meccsét a Hamiltonban. Időközben a Derby County is bejelentkezett érte, végül azonban a Burnley játékosa lett.

### Burnley
A Burnley 2009 júliusában 350 ezer fontért leigazolta Eastont és egy három évre szóló szerződést adott neki.

## Válogatott
Easton 2008 novemberében, Észak-Írország ellen debütált a skót U21-es válogatottban. 2009 májusában a B válogatottban is lehetőséget kapott, ugyancsak Észak-Írország ellen.

## Sikerei, díjai

### Hamilton Academical
- A skót másodosztály bajnoka: 2007/08

## Külső hivatkozások
- Brian Easton pályafutásának statisztikái a Soccerbase oldalon (angolul)

- Brian Easton adatlapja a Burnley honlapján

## Fordítás
- Ez a szócikk részben vagy egészben  a   Brian Easton (footballer) című angol Wikipédia-szócikk fordításán alapul.  Az eredeti cikk szerkesztőit annak laptörténete sorolja fel. Ez a jelzés csupán a megfogalmazás eredetét és a szerzői jogokat jelzi, nem szolgál a cikkben szereplő információk forrásmegjelöléseként.